# Gyrðir Elíasson

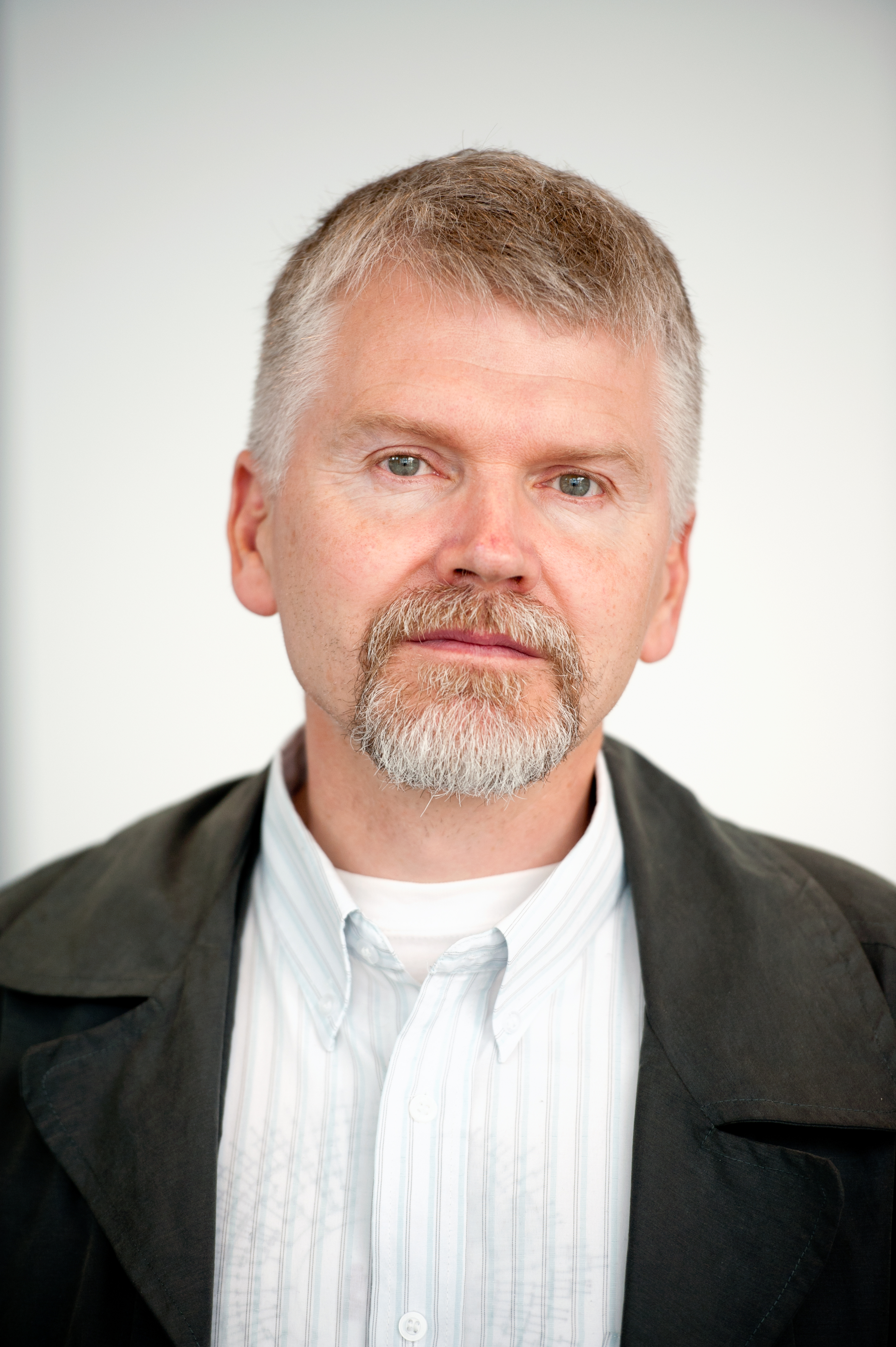
Gyrðir Elíasson (2011)

Gyrðir Elíasson (* 4. April 1961 in Reykjavík) ist ein isländischer Schriftsteller.

## Leben
Gyrðir wuchs in Sauðárkrókur im Nordwesten Islands  auf, wo er auch die Schule besuchte. Später lebte er im westlichen Teil des Landes in Borgarnes und Akranes und schließlich in Reykjavík. Nach seinem Abitur 1982 studierte er an der Pädagogischen Hochschule in Reykjavík. Er ist Vollzeitschriftsteller und veröffentlichte bereits einige Gedichtbände, Romane und Sammelbände mit Kurzgeschichten. Er lebt in Reykjavík, ist verheiratet und hat drei Töchter.
Für sein Werk wurde der Autor mehrfach ausgezeichnet. 1989 erhielt er den Þórbergur-Þórðarson-Stilpreis, 2000 wurde er mit dem Isländischen Literaturpreis ausgezeichnet, 2011 wurde ihm in Oslo der Literaturpreis des Nordischen Rates zugesprochen.

## Werke

### Gedichte
- Svarthvít axlabönd, 1983
- Tvíbreitt (svig)rúm eða Póesíbók númer eitt komma tvö, 1984
- Bak við maríuglerið, 1985
- Einskonar höfuð lausn, 1985
- Blindfugl/Svartflug, 1986
- Haugrof, 1987
- Tvö tungl, 1989
- Vetraráform um sumarferðalag, 1991
- Mold í skuggadal, 1992
- Indíánasumar, 1996
- Hugarfjallið, 1999
- Tvífundnaland, 2003
- Upplitað myrkur, 2005
- Nokkur almenn orð um kulnun sólar, 2009

### Romane
- Gangandi íkorni, 1987
- Svefnhjólið, 1990
- Næturluktin, 2001
- Hótelsumar, 2003
- Sandárbókin. Pastoralsónata, 2007

### Kurzgeschichten
- Bréfbátarigningin, 1988
- Heykvísl og gúmmískór, 1991
- Kvöld í ljósturninum, 1995
- Tregahornið, 1993
- Vatnsfólkið, 1997
- Trésmíði í eilífðinni og fleiri sögur, 1998
- Gula húsið, 2000
- Steintré, 2005
- Milli trjánna, 2009

### Übersetzungen
- Richard Brautigan: Svo berist ekki burt með vindum, 1989 (So The Wind Won't Blow It All Away, 1982)
- Richard Brautigan: Silungsveiði í Ameríku. 1992 (Trout Fishing in America, 1967)
- Forrest Carter: Uppvöxtur Litla trés, 1999, kilja: 2000 (The Education of Little Tree, 1977)
- Richard Brautigan: Vatnsmelónusykur. 1991 (In Watermelon Sugar, 1968)
- Jim Heynen: Litla skólahúsið, 1995 (The One-Room Schoolhouse)
- Velma Wallis: Tvær gamlar konur, 1995. (Two Old Women. An Alaska Legend of Betrayal, Courage and Survival, 1993)
- Velma Wallis: Fuglastúlka og maðurinn sem elti sólina. 1997 (Bird Girl and the Man Who Followed the Sun. An Athabaskan Indian Legend from Alaska, 1996)
- William Saroyan: Ég heiti Aram, 1997 (My Name is Aram, 1940)
- Mehrere: Að snúa aftur: ljóðaþýðingar. 2000
- Anwar Accawi: Drengurinn í Mánaturni, 2001 (The Boy from the Tower of the Moon)
- Jay Parini: Endastöðin: Síðasta æviár Tolstojs, 2002 (The Last Station: A Novel of Tolstoy's Last Year, 1990)
- Isaac Bashevis Singer: Sögumaðurinn Naftalí og hesturinn hans, 2003 (Naftali the Storyteller and His Horse, Sus: And Other Stories, 1976)
- William Saroyan: Geðbilun í ættinni og aðrar sögur. 2004 (Madness in the Family, 1988)
- Natalie Babbitt: Fólkið sem gat ekki dáið, 2005 (Tuck Everlasting, 1975)
- Richard Brautigan: Ógæfusama konan: ferðalag. 2006 (An Unfortunate Woman: A Journey, 1982)
- Mehrere: Flautuleikur álengdar – ljóðaþýðingar. 2008

### In deutscher Übersetzung erschienen
- Das Schlafrad (Svefnhjólið, 1990), Frankfurt am Main, Suhrkamp, 1996, ISBN 3-518-40754-6.
- Papierbooteregen (Bréfbátarigningin, 1991), Münster, Kleinheinrich, 1996, ISBN 3-930754-10-X.
- Heugabel und Gummischuhe (Heykvísl og gúmmískór, 1991), die horen Nr. 42, 1997, S. 42–44.
- Die Kurzgeschichten Heugabel und Gummischuhe, Ein Seehund und Die Wasserleute (Vatnsfólkið, 1997), sowie mehrere Gedichte. In: Franz Gíslason, Sigurður A. Magnússon, Wolfgang Schiffer (Hrsg.): Wortlaut Island. Bremerhaven: Wirtschaftsverlag NW, 2000, ISBN 978-3-89701-570-8.
- Das Blueshorn (Tregahornið, 1993), Münster, Kleinheinrich, 2001, ISBN 978-3-930754-27-4.
- Ein Eichhörnchen auf Wanderschaft (Gangandi íkorni, 1987), Zürich: Walde+Graf, 2011, ISBN 978-3-03774-020-0.
- Am Sandfluss. Pastoralsonate (Sandárbókin. Pastoralsónata, 2007), Zürich: Walde+Graf, 2011, ISBN 978-3-03774-039-2.
- Einige allgemeine Worte über die Erkaltung der Sonne (Isländisch/Deutsch) (Nokkur almenn orð um kulnun sólar, 2009): Münster: Kleinheinrich, 2011, ISBN 978-3-930754-64-9.